# Comuna de Goniądz
Goniądz (polaco: Gmina Goniądz) é uma gminy (comuna) na Polónia, na voivodia de Podláquia e no condado de Mońki. A sede do condado é a cidade de Goniądz.
De acordo com os censos de 2004, a comuna tem 5253 habitantes, com uma densidade 13,9 hab/km².

## Área
Estende-se por uma área de 376,68 km², incluindo:
- área agricola: 35%
- área florestal: 30%

## Demografia
Dados de 30 de Junho 2004:
|                      | Total   | Total | Mulheres | Mulheres | Homens  | Homens |
| -------------------- | ------- | ----- | -------- | -------- | ------- | ------ |
|                      | pessoas | %     | pessoas  | %        | pessoas | %      |
| População            | 5253    | 100   | 2671     | 50,8     | 2582    | 49,2   |
| Densidade (pop./km²) | 13,9    | 100   | 7,1      | 7,1      | 6,9     | 6,9    |

De acordo com dados de 2002, o rendimento médio per capita ascendia a 1452,16 zł.

## Comunas vizinhas
- Bargłów Kościelny, Grajewo, Jaświły, Mońki, Radziłów, Rajgród, Sztabin, Trzcianne